# فهرست کشورها بر پایه صادرات رایانه
در زیر فهرستی از کشورها بر پایه صادرات رایانه آمده‌است. این داده‌ها در سال ۲۰۱۴ بر مبنای میلیون دلار آمریکا مرتب شده‌است که از سوی رصدخانه پیچیدگی اقتصادی منتشر شده‌است.
در زیر ۱۵ کشور برتر فهرست شده‌اند.
| ردیف | کشور                | مقدار   |
| ---- | ------------------- | ------- |
| ۱    | چین                 | ۱۶۳٬۴۲۱ |
| ۲    | ایالات متحده آمریکا | ۲۶٬۲۶۷  |
| ۳    | هلند                | ۲۶٬۶۸۶  |
| ۴    | مکزیک               | ۲۰٬۷۳۸  |
| ۵    | هنگ کنگ             | ۱۷٬۶۵۰  |
| ۶    | آلمان               | ۱۲٬۶۱۱  |
| ۷    | تایلند              | ۱۲٬۱۱۶  |
| ۸    | چک                  | ۹٬۲۸۰   |
| ۹    | سنگاپور             | ۸٬۲۶۱   |
| ۱۰   | مالزی               | ۷٬۲۱۰   |
| ۱۱   | ویتنام              | ۶٬۴۰۹   |
| ۱۲   | فیلیپین             | ۴٬۷۹۳   |
| ۱۳   | بریتانیا            | ۴٬۴۷۰   |
| ۱۴   | کرهٔ جنوبی           | ۴٬۰۴۳   |
| ۱۵   | ایرلند              | ۳٬۷۳۹   |